# Magdalena Salazar
Magdalena Salazar Palma (Granada, 15 de junio de 1949) es una ingeniera de telecomunicación española especializada en el ámbito de la radiofrecuencia y el electromagnetismo. En 2022, fue reconocida con el Premio Pioneras_IT que otorga anualmente el Colegio Oficial de Ingenieros de Telecomunicación (COIT).

## Trayectoria
Salazar es doctora Ingeniera de Telecomunicación por la Universidad Politécnica de Madrid (UPM), donde comenzó su trayectoria como docente, y fue profesora titular del departamento de Señales, Sistemas y Radiocomunicaciones de la ETSI Telecomunicación. Ha sido catedrática de la Universidad Carlos III de Madrid, donde también fue  directora del departamento de Teoría de la Señal y Comunicaciones y codirectora del Grupo de investigación de Radiofrecuencia, Electromagnetismo, Microondas y Antenas del mismo departamento.
Su labor investigadora se ha desarrollado en numerosos ámbitos de la radiofrecuencia, entre los que destacan los métodos numéricos y el electromagnetismo computacional. Es autora o coautora de más de 700 publicaciones, entre ellas 9 libros científicos, 30 contribuciones para libros, 14 libros docentes, 121 artículos en revistas científicas y 405 contribuciones para congresos internacionales. Tiene un índice h de 37, con más de 7.000 citas de otros autores, según Google Académico.
Además de sus facetas como docente e investigadora, desde 1989, Salazar ha sido voluntaria en un centenar de cargos del Instituto de Ingenieros Eléctricos y Electrónicos (IEEE).

## Obra (selección)
- 2002 – Wavelet Applications in Engineering Electromagnetics. ISBN 978-1580532679.
- 2004 – Self-adaptive Finite-Element Electromagnetic Modeling. Artech House Publisher.
- 2008 – Phys.ics of Multiantenna Systems and Broadband Processing. Wiley-Interscience. ISBN 978-0470190401.
- 2011 – Time and Freqency Domain Solutions of EM Problems: Using Integral Equations and a Hybrid Methodology. Wiley-IEEE Press. ISBN 978-0470487679.
- 2012 – Higher Order Basis Based Integral Equation Solver. John Wiley & Sons Inc. ISBN 978-1118140659.
- 2018 – The Physics and Mathematics of Electromagnetic Wave Propagation in Cellular Wireless Communication. Wiley-IEEE Press. ISBN 978-1119393115.
- 2021 – Modern Characterization of Electromagnetic Systems and its Associated Metrology. Wiley-IEEE Press.

## Reconocimientos
En 2016, Salazar fue nombrada doctor honoris causa por la Universidad de Aalto de Finlandia, como reconocimiento a su trayectoria académica. Unos años después, en 2020, fue nombrada Life Fellow en 2020, tras toda una vida de dedicación al Instituto de Ingenieros Eléctricos y Electrónicos (IEEE).
En 2022, Salazar recibió el Premio Pioneras_IT del Colegio Oficial de Ingenieros de Telecomunicación (COIT) en su tercera edición como reconocimiento a su labor de fomento de la ingeniería entre las mujeres. Este premio, que el COIT otorga anualmente a una mujer ingeniera de Telecomunicación para poner en valor su trayectoria y recorrido profesional como 'pionera' en una profesión técnica con un alto porcentaje de profesionales hombres, también lo han recibido María Jesús Prieto, Inmaculada Sánchez Ramos y María José Sánchez Yago.